# Nikolaus Lenau
Nikolaus Lenau eredeti nevén N. Franz Niembsch Edler von Strehlenau (Csatád/Lenauheim, ma Bánát, Románia, 1802. augusztus 13. – Bécs, Oberdöbling, 1850. augusztus 22.) német nyelven alkotó osztrák költő, a német biedermeier korának meghatározó alakja.

## Élete
1802. augusztus 15-én Csatádon született. Uradalmi írnok apjának könnyelmű életmódja sok bánatot okozott a költő édesanyjának, akinek folytonos szomorúsága mindenesetre nagy befolyással volt a költő később kifejlődött búskomorságára. 

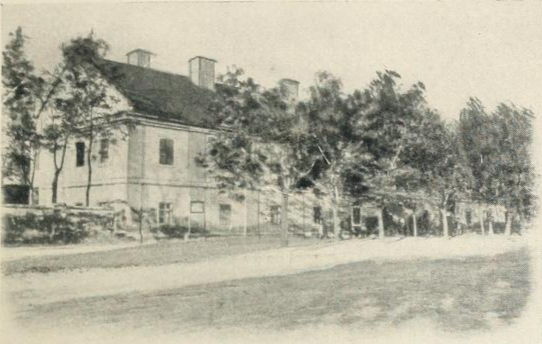
A szülőház

Adósságai miatt apja nemsokára kénytelen volt állásáról lemondani, és a család 1805-ben Budára költözött, ahol apja megszokott életmódját tovább folytatva, 1807-ben meghalt, családját zilált anyagi viszonyok között hagyva. Anyja ezután négy éven át, szűkös körülmények között varrással kereste meg a maga és három gyermeke számára a mindennapi kenyeret. 1811-ben aztán Vogel Károly katonaorvos vette nőül.
A fiatal Lenau 1811-ben kezdte meg középiskoláit a pesti piarista gimnáziumban, ahol elvégezte a négy grammatikai osztályt. Ebben az időben különösen a zene iránt mutatott nagy hajlamot. Mostohaapja azonban Budán nem találva kellő orvosi gyakorlatot, a család 1815-ben Tokajba költözött. Lenau itt töltötte életének 15. és 16. évét. E két év kitörölhetetlen nyomokat hagyott életén és költészetén. Itt vésődtek lelkébe a magyar föld, a magyar puszta, a magyar élet képei és a magyar népdalok ritmusa, melyek később költészetének olyan különös hatást és olyan elragadó varázst kölcsönöztek. Ebben az időben Lenau nevelője távozása után, a költő anyja Budára költözött, hogy ott folytassa fia taníttatását, ezalatt azonban a család anyagi viszonyai olyan rosszra fordultak, hogy az anya nem tudta fiát tovább iskoláztatni. Ekkor a nagyszülők vállalták el a fiatal Lenau további neveltetését, az ifjú 1818. szeptember 8-án nagyszüleihez költözött, Stockerauba.
Lenau Bécsben folytatta tanulmányait, s középiskoláit itt fejezte be. 1819-től Bécsben jogot, orvostudományt, filozófiát és mezőgazdaságot tanult. Ismeretségéhez tartozott Franz Grillparzer, Ferdinand Raimund, A. Grün, és jó hegedűsként id. Johann Strauß apja és Joseph Lanner is.
1822 őszén – valószínűleg barátja, Kleyle Frigyes biztatására – Magyaróvárra ment, hogy a Magyaróvári Gazdasági Felsőbb Magántanintézetben mezőgazdasági ismereteket szerezzen. Lenau bejárt az órákra, egy keveset tanult is, élte a többi gazdász életét. Sokat lovagolt a Lajta partján. Bordacsra kirándult barátaival, hegedült és verseket írt. A Magyaróvárott töltött rövid idő nem múlt el nyomtalanul, mert költeményeiben több helyütt felelevenednek a Mosoni-Duna, a Hanság és a Lajta képei. Nyughatatlan természete Óvárról Bécsbe vitte, itt jogot hallgatott, majd az orvosi egyetem hallgatója lett. 1827 nyarán még egyszer visszatért Magyaróvárra Kleyle Frigyeshez, akivel annak haláláig levelezett.
Nyugtalan vándorélete volt, akárcsak Byronnak. 1831-ben Heidelbergbe, majd Stuttgartba utazott. Itt jelent meg első verseskötete 1832-ben (Gedichte). 1832-ben útra kelt Amerikába, egy esztendeig farmer volt Ohio államban, ahonnan csalódással telve visszatért. Felváltva élt Württembergben, illetve Ausztriában.
Sophie von Löwenthaalhoz fűződő reménytelen szerelme elmélyítette kedélybántalmait, s életének utolsó hat esztendejét a döblingi pszichiátriai szanatóriumban töltötte, Széchenyivel egy fedél alatt, és ott is halt meg.
Német nyelven és magyar nyelvű fordításban több kötete jelent meg.

## Költészete

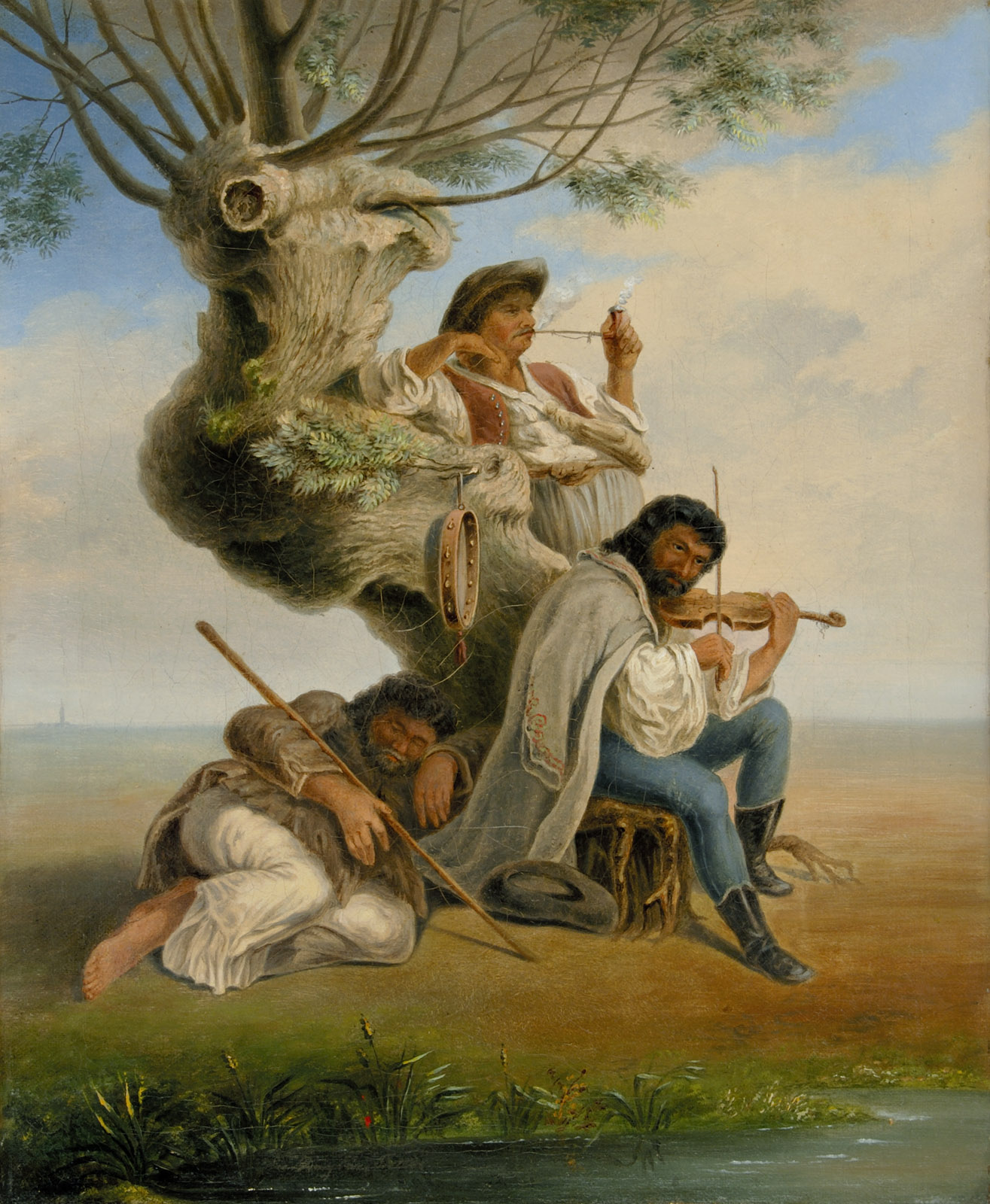
Pongrácz Ferenc:Három cigány (1836), Magyar Nemzeti Galéria
Nikolaus Lenau A három cigány című allegorikus versének illusztrálása

Lenau műveinek hangját a világfájdalom és a melankólia határozza meg. Tájköltészetében új, expreszív nyelvet talál.
 Kora szabadságeszméinek kifejezője politikai lírájában, és eposzaiban (Johannes Žižka; Az Albigensek) is.
Hatott rá a magyar zene és népköltészet. Az ország tájainak és életképeinek ábrázolásával ő fedezte fel a Magyarországot a világirodalom számára.
Szerb Antal így ír: 

„Számunkra Lenau költészete főképp azért érdekes, mert furcsa módon kihallatszik belőle Lenau magyarországi gyermekkora. A magyar föld nemcsak témáin hagyott nyomot, — e tekintetben inkább csak a magyar exotikum, a cigány, a csárda, a puszta szerepel, az is erősen romantikus stilizációban — hanem ennél is sokkal érdekesebb az a meghatározhatatlan valami Lenau versmelódiájában, hasonlataiban, látásának módjában, ami miatt néha úgy érezzük, mintha Vörösmartyt vagy Petőfit olvasnók német fordításban. Valami titokzatos magyar hang, annál erősebben érzékelhető, mert egészen idegen környezetből tör ki."”

Jelentős alkotásai: 
- Faust (1835) önéletrajzi ihletésű dráma, főhőse öngyilkosságot követ el
- Savonarola (1837, verseposz)
- Johannes Žižka (1838/42, verseposz a huszita harcok idejéből)
- Az Albigensek (Die Albigenser) (1842, verseposz) a 13. századi eretnekmozgalom harcainak és bukásának ábrázolása
- Don Juan (1844, színdarab, befejezetlen maradt)

## Hatása
- Faust és Don Juan című alkotásait Liszt Ferenc, Berlioz és Richard Strauss dolgozta fel.
- Lenau amerikai útja F. Kürnbergert a „Der Amerika-Müde” című regény megírására ösztönözte.

## Emlékezete
- A mosonmagyaróvári Fő úton, a Lajta-híd közelében ma is áll az eredetileg barokk egyemeletes lakóház (Lenau-ház), amelynek emeletén Lenau szobát bérelt. Itt tartózkodásának emlékét óvári tisztelői 1877-ben a weidlingi temetőben lévő síremlékről másolt domborművel örökítették meg. A város 1965. október 8-án a Nemzetközi Lenau Társaság (alakult 1964-ben Stockerauban) mosonmagyaróvári ünnepélyes közgyűlése alkalmával márványtáblát helyezett a dombormű alá. A vár belső udvarában látható Lenau szobra és az a kőpad, amelyen a hagyomány szerint üldögélni szokott.
- Sátoraljaújhelyen, a közgazdasági szakközépiskola udvarán szobra látható.
- 1964-ben az Osztrák Oktatási Minisztérium megalapította a nemzetközi Nikolaus Lenau-díjat (1965 óta Österreichischer Staatspreis für europäische Literatur- az Európai Irodalom Osztrák Állami Díja néven szerepel).
- A pécsi Lenau Ház a magyarországi német kisebbség kulturális intézménye.
- Nikolaus Lenau Közművelődési Egyesület

## Magyarul megjelent művei
- Lenauból, 1-2.; ford. Nagy Mór; szerzői, Kolozsvár, 1899
- Faust; ford. Szomory Károly; Franklin, Budapest, 1901 (Olcsó könyvtár)
- Lenau verseiből; ford. Feleki Sándor; Lampel, Budapest, 1901 (Magyar könyvtár)
- Szemelvények Chamisso, Uhland, Heine és Lenau költeményeiből; összeáll., jegyz. Osztie József; Franklin, Budapest, 1904
- Az albiak. Szabad versek; ford. Lővi József; Franklin, Budapest, 1911 (Olcsó könyvtár)
- Lenau Miklósː Don Juan. Drámai költemény; ford. Lővi József; Franklin, Budapest, 1913 (Olcsó könyvtár)
- Lenau Miklósː Szerelmes versek; ford. Barát Ármin; Tevan, Békéscsaba, 1918
- Lenau szonettjei; ford. Gulyás Pál; Jóba Elek könyvnyomdája, Nyíregyháza, 1923
- Költemények; ford. Barát Ármin; Rózsavölgyi, Budapest, 1923
- Lenau Minden lírai költeménye; ford. Feleki Sándor, előszó Herczeg Ferenc; Szegedi Vakok Intézete, Szeged, 1930
- Faust; ford. Kozma Andor; MTA, Budapest, 1931
- Lenau verseiből; ford., bev. Havas István; Singer Wolfner, Budapest, 1936
- Lenau válogatott versei; ford. Áprily Lajos et al., szerk., bev. Turóczi-Trostler József, jegyz. Bódi László; Szépirodalmi, Budapest, 1954
- Heinrich Heineː Doktor Faust. Táncköltemény; ford. Eörsi István / Nikolaus Lenauː Faust. Drámai költemény; ford. Vidor Miklós, utószó Turóczi-Trostler József, jegyz. Komor Ilona; Magyar Helikon, Budapest, 1962
- Nikolaus Lenau versei; vál., szerk. Hajnal Gábor, fordította Áprily Lajos et al.; Európa, Budapest, 1979 (Lyra Mundi)
- Élet és álom. Válogatott költemények; ford. Feleki Sándor, vál., szerk. Fehér József; BAZ Megyei Múzeumok Igazgatósága, Miskolc, 2003 (Poétai gyűjtemény)